# Esprit CAD/CAM
Esprit CAD/CAM – system programowania CAD/CAM amerykańskiej firmy DP Technology.
Przeznaczony jest do obsługi m.in.:
- frezarek (3-, 4- i 5-osiowych),
- tokarek (jedno- i wielogłowicowych),
- obrabiarek elektroerozyjnych drutowych EDM.